# 中華東路 (臺南市)
22°59′48.20″N 120°14′5.23″E / 22.9967222°N 120.2347861°E

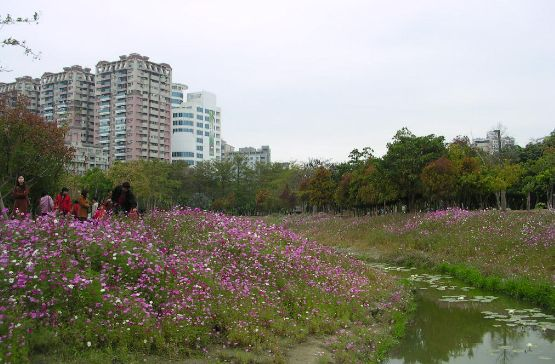
臺南市東區，位於中華東路三段的巴克禮紀念公園，左後方為德安百貨。

中華東路為中華民國臺南市市區的環形的主要道路，屬於台1線的一部份。此路與永康中華路事實上自規畫及落成皆為同一道路，但因位於不同行政區而各有其名。目前臺南市道路編號為29。
此路與中華北路、中華西路、中華南路以及永康中華路構成台南市外環道。

## 歷史
中華東路與原屬台南縣之永康區中華路，首見於日治時期1941年臺南都市計畫區域及都市計畫變更（總督府告示第579號），編為二等一號道路。起訖點為竹篙厝及六甲頂，中設有第7號的圓形綠圓一處（即後來的後甲圓環）。主要目的在於避免過境車流進入市區，造成市區車流過多。
此路規劃雖早，但受到政權交替影響，實際動工卻延遲卅年，直到穿越市區的舊台1線公園路不堪負荷時才動工，分為兩期：
- 65年度二等一號道路開闢：長度2100公尺、寬30公尺
- 66年度二等一號北段開闢工程：長度1100公尺、寬30公尺，1977年2月28日完工
- 1980年前代全線完成。路寬30米，雙向六車道。與市道180號、市道182號交會。原規畫之圓形綠圓即今後甲圓環。

開闢時，因關帝殿部分位於道路預定地上，因此工程曾延宕，最終以廟殿挪動解套，但中華東路於該段不設人行道；1994年省道調整時，將原有經過市區的台1線，改道中華路－中華東路，並沿用至今。

## 行經行政區域
（由北至南）
- 東區
- 南區

## 分段
中華東路共分三段
- 一段：北於小東路與永康區中華路相接，南於裕農路與中華東路二段相接。
- 二段：北於裕農路與中華東路一段相接，南於東門路與中華東路三段相接。
- 三段：北於東門路與中華東路二段相接，南於大同路二段與中華南路一段相接。

## 沿途設施
（由北至南）
- 一段
  - 平實營區市地重劃區
  - 新光銀行東台南分行
  - 南紡購物中心

- 二段
  - 擎天大樓
    - 台灣企銀東台南分行（75號1樓）
    - 古都廣播電台（77號15樓之1）

  - 關帝殿
  - 中國信託商業銀行中華分行
  - 合作金庫東台南分行

- 三段
  - 陽信銀行中華分行
  - 臺南文化中心
  - 巴克禮紀念公園
  - 台南市公共自行車-YouBike2.0巴克禮公園
  - 台糖長榮酒店

## 本路段客運
- 市區公車[2]

| 編號 | 路線                                   | 本路段公車站                                |
| ---- | -------------------------------------- | ------------------------------------------- |
| 3    | 海東國小－德高國小／全福新城／復興國中 | 中華東崇德路口                              |
| 15   | 臺南市立圖書館－大成路口               | 中華東路、平實三街口－巴克禮公園            |
| 20   | 仁德轉運站－安南醫院                   | 南紡購物中心－中華東路、平實三街口          |
| 62   | 桂田酒店／奇美醫院－高鐵台南站         | 中華東路、平實三街口－關帝廳 中華東東門路口 |
| 77   | 原住民文化會館－仁德轉運站             | 南紡購物中心                                |

- 觀光公車[2]

| 編號 | 路線                             | 本路段公車站                                         |
| ---- | -------------------------------- | ---------------------------------------------------- |
| 111  | 小西門（西門路）－高雄國際航空站 | 中華東路、平實三街口（繞駛） 巴克禮公園/台糖長榮酒店 |

- 幹支線公車[2]

| 編號 | 路線                           | 本路段公車站 |
| ---- | ------------------------------ | ------------ |
| 紅4  | 臺南轉運站－後壁厝－奇美博物館 | 巴克禮公園   |